# Rødvig

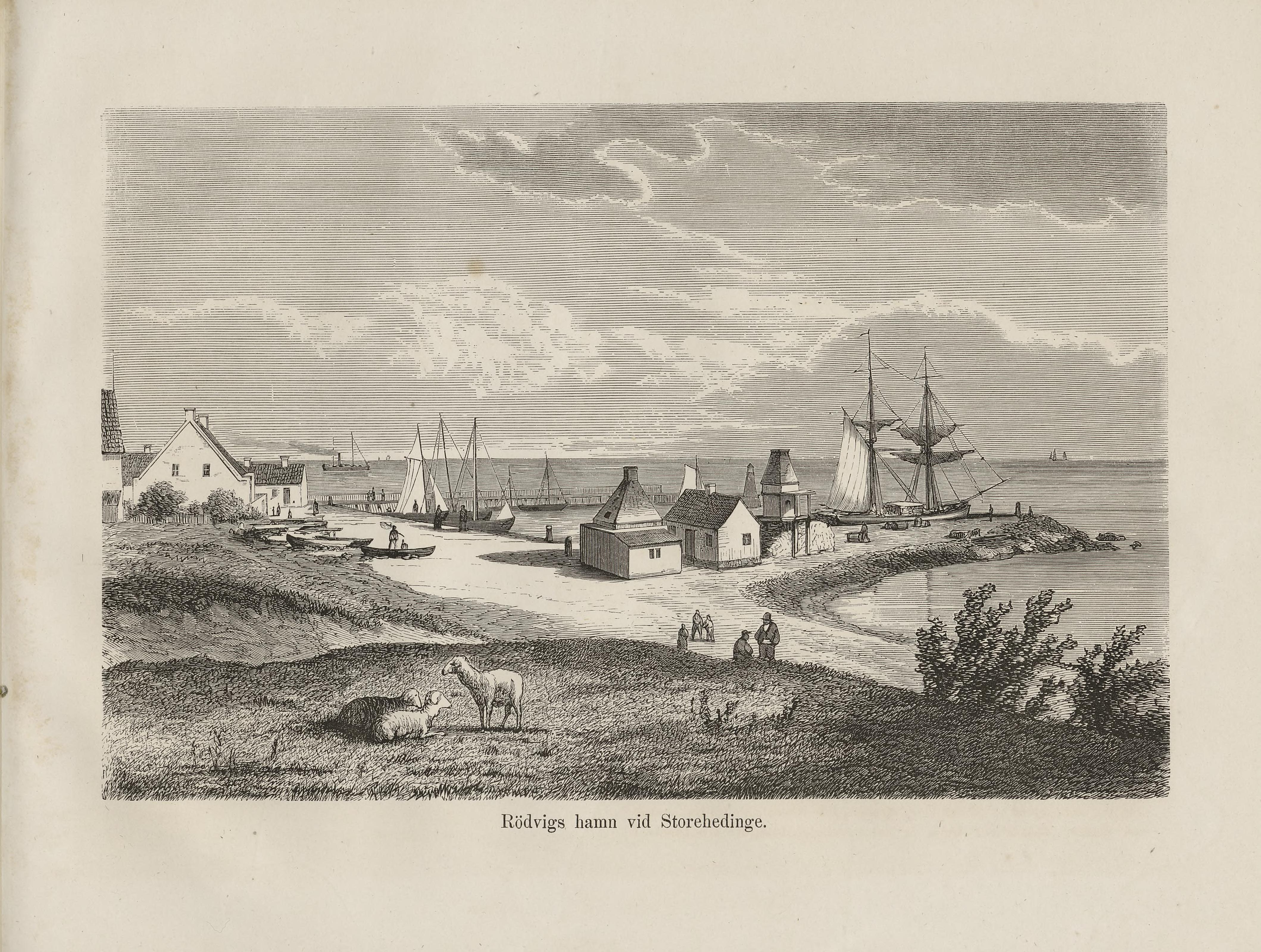
Rødvigs hamn, 1873

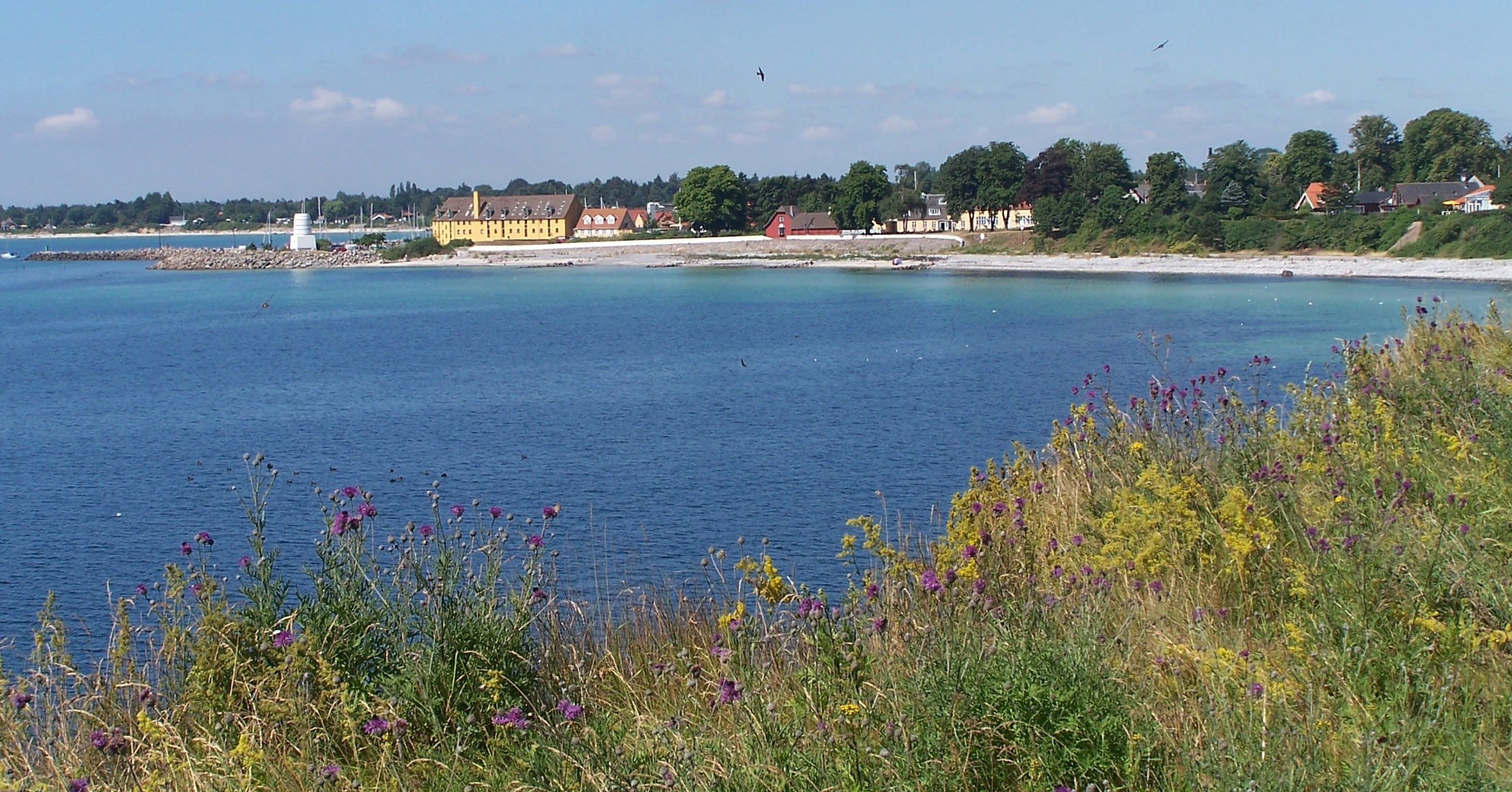
Rødvigs hamn, 2006

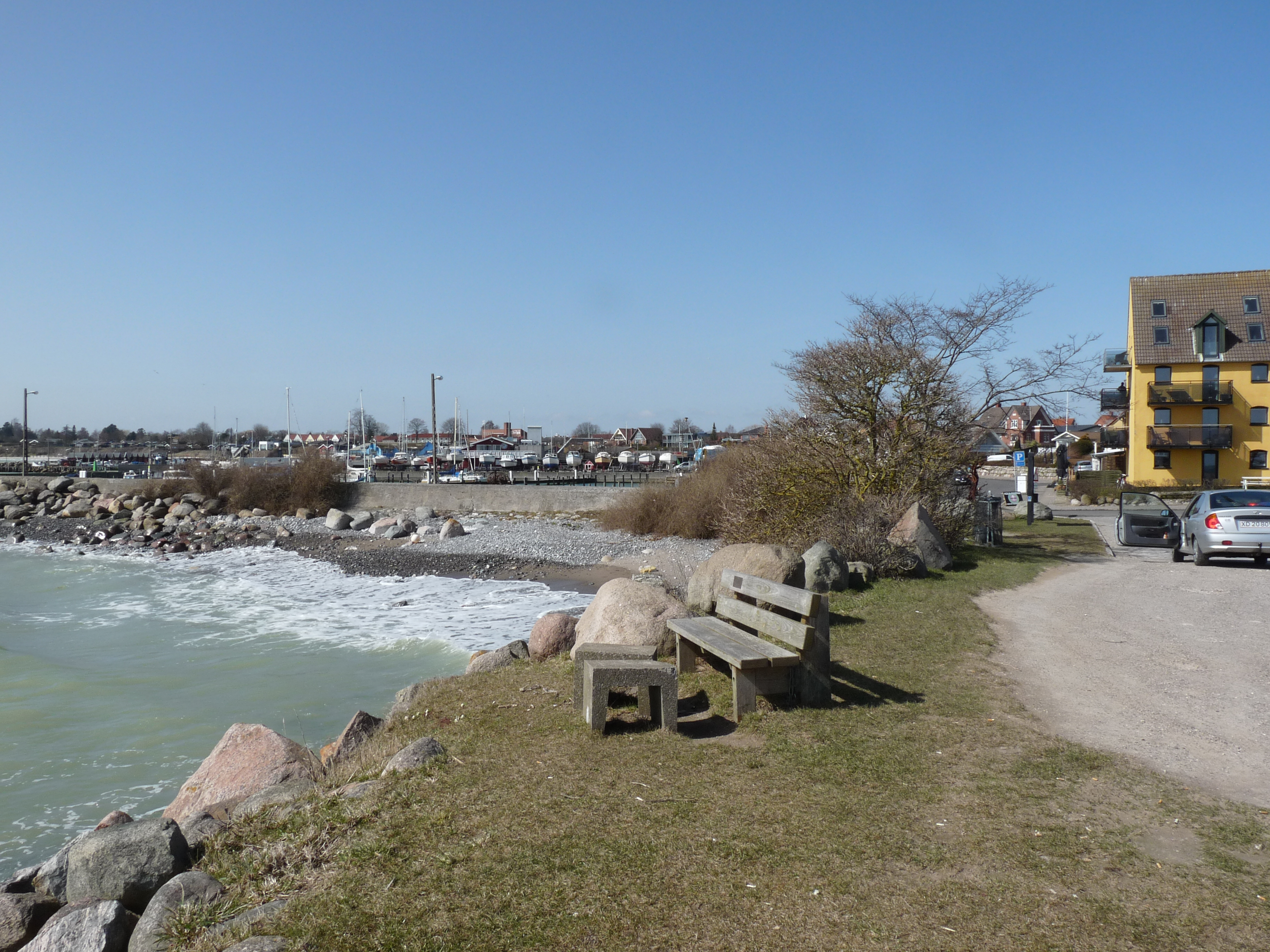
Rødvig Strand

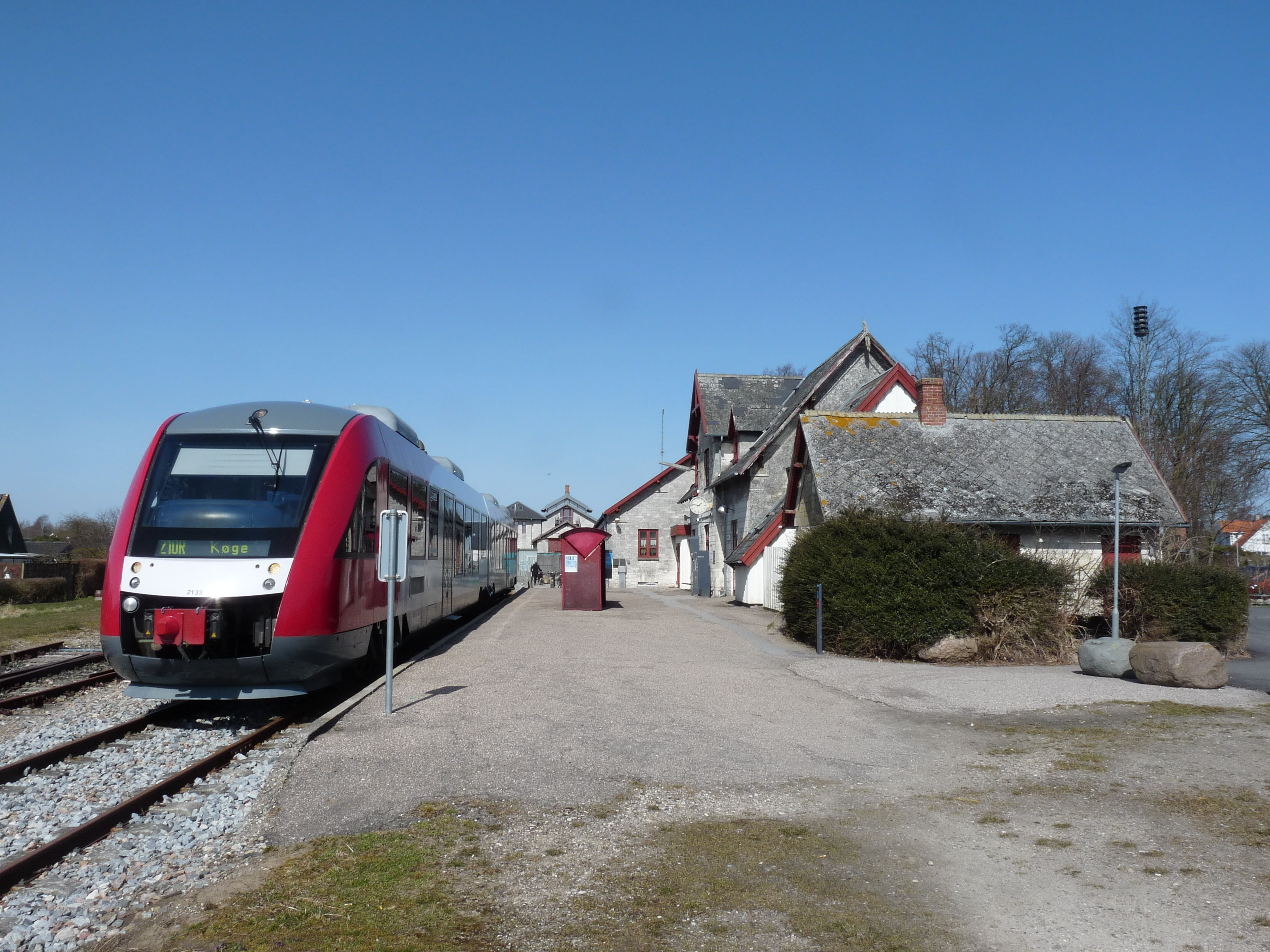
Rødvigs järnvägsstation

Rødvig är ett litet samhälle på Själland i Danmark, med 1 783 invånare (2017) . Samhället tillhör Stevns kommun i Region Själland. Den ligger söder om Stevns Klint och har en fiske- och fritidsbåtshamn som ligger vid foten av en brant nio meter hög klippa av moränlera. Mellan Rødvig i söder och Højerup i norr ligger Stevnsfortet. Det finns också ett skeppsmotormuseum Rødvig Skibsmotormuseum.
År 1879 anlades Østbanen, som förband Rødvig med Store Heddinge. Rødvig är idag slutstation för en av grenarna på Østbanen från Køge.
Rødvig hade 1870 97 invånare och 1880 157. Under första halvan av 1900-talet växte orten måttligt från 224 invånare 1906 till 649 år 1935. År 1955 hade orten 831 invånare. Under andra delen av 1900-talet tillkom det större bostadsområdet Skørpinge Strand, där också ett vårdhem uppfördes. Hamnen utvidgades också och blev en kombinerad fiske- och fritidsbåtshamn. Orten Rödvig hade 2023 1 898 invånare.
Omkring 1870 hade Rødvig sädesmagasin, en hamn med 12 fots djup med en hamnfyr, en cementfabrik, en kalkugn samt krog och ett arbetarbostadshus för tolv familjer.
Hamnen skadades svårt vid stormfloden 1872 och också stormen Babet 2023 orsakade omfattande skador.

## Se också
- M/S Kinnekulle